# تشيفتن
الإف في 4201 تشيفتن (بالإنجليزية:  FV 4201 Chieftain)‏ كانت دبابة القتال الرئيسية للمملكة المتحدة خلال عقد السبعينيات قبل أن تحل محلها دبابة تشالنجر 1. دخلت التشيفتن الخدمة في الجيش البريطاني عام 1967 لتحل محل دبابة سينتوريون البريطانية التي بدأ إنتاجها في يناير 1945 مع نهاية الحرب العالمية الثانية.
وكان مكتب الحرب البريطاني قد قبل تصميم الدبابة الجديدة في أوائل الستينيات لتدخل التشيفتن الخدمة في عام 1967، وكانت التشيفتن وقت دخولها الخدمة بالجيش البريطاني تملك المدفع الأكثر قوة والدرع الأكثر ثقلاً مقارنة مع أي دبابة مثيلة بالعالم. وفضلا عن خدمتها في الجيش البريطاني فقد خدمت التشفتين في عدة جيوش في الشرق الأوسط كإيران والعراق والأردن وعمان والكويت.
شاركت التشيفتن في حرب الخليج الأولى بجانب القوات الإيرانية ومن إيران استولت القوات العراقية على التشيفتن وأدخلتها في جيوشها كما استخدمت في الغزو العراقي للكويت بجانب قوات الجيش الكويتي.
يبلغ وزن الدبابة بمعدات القتال 55 طن وزودت بمحرك ديزل بقوة 750 حصان وتصل سرعتها القصوى على الطريق 48 كم.
سلحت دبابة تشفتن بمدفع رئيسي عيار 120 ملم ورشاش آلي متحد المحور.

## نظرة عامة
كانت التشيفتن تطورا جذريا لدبابة السينتوريون التي استخدمتها بريطانيا في أعقاب الحرب العالمية الثانية، امتازت التشفيتن عن السينتوريون بدرع أقوى لحماية مضاعفة ومحرك أكثر قوة، كما أضيف للتشفتن مدفعا بعيار 120 ملم لاعطائها قوة نارية أكبر.
تم تصميم دبابة التشفيتن من قبل شركة ليلاند البريطانية وقبل التصميم المكتب الحربي البريطاني لتدخل الدبابة في خدمة الجيش البريطاني عام 1967 كما أنها قد لاقت نجاحاً في بيعها في الأسواق الخارجية لاسيما بلدان الشرق الأوسط.
زودت التشيفتن بوسائل دفاعية تتضمن 12 قاذف لقنابل الدخان 6 على كل جانب من جانبي البرج، وقد جاء تصميم الدروع في دبابة التشفيتين بدروع شديدة الميلان في البرج والبدن الأمر الذي يزيد من سماكة هذه الدروع بشكل أكبر بحيث تصبح السماكة المؤثرة بالنسبة لمقدمة الدبابة معادلة لـ 388 ملم مقارنة مع 120 ملم حجم السمك الفعلي و390 ملم للبرج من أصل 195 ملم سماكة فعلية.

## التسليح

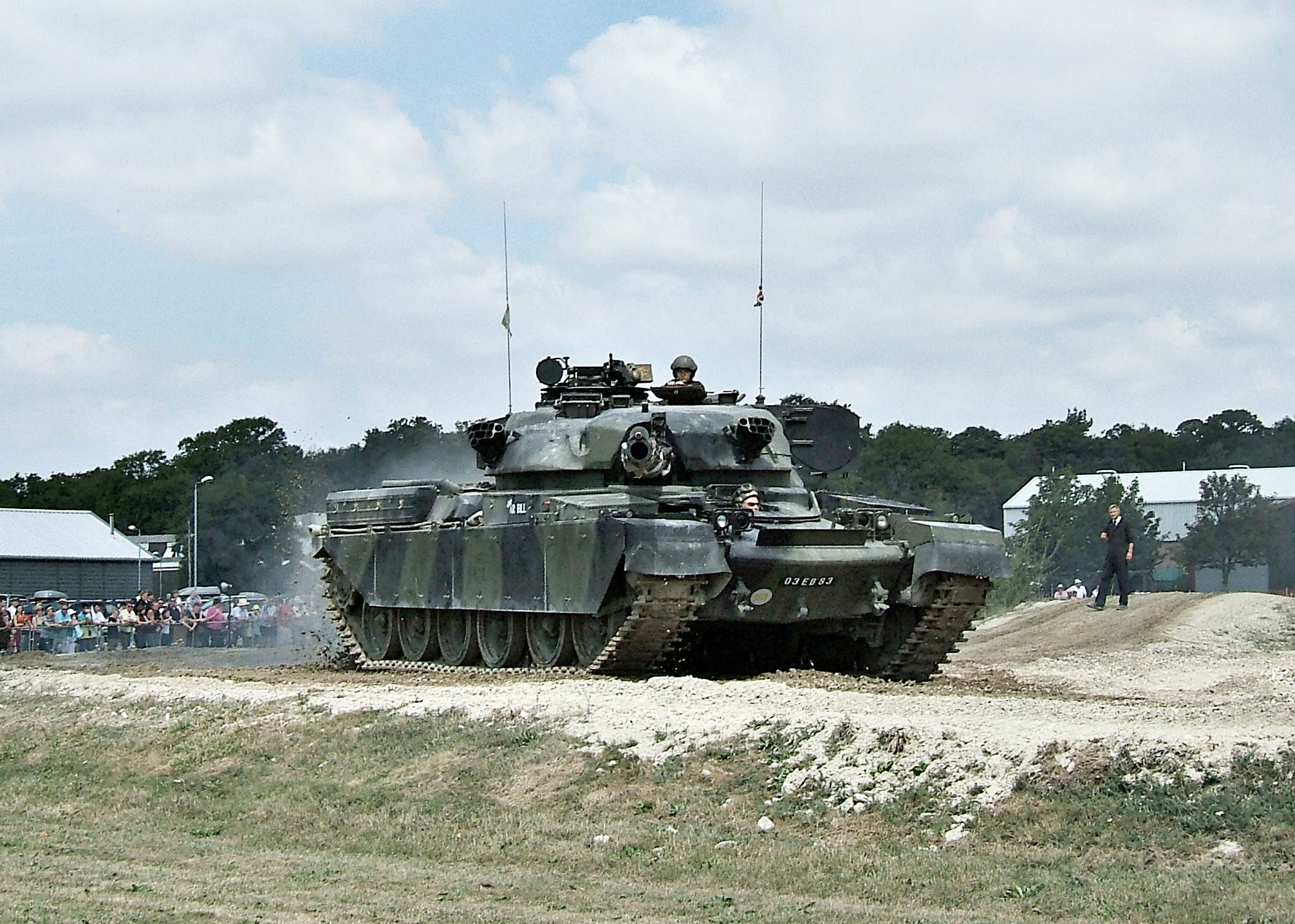
دبابة تشيفتن في متحف بوفينغتون ببريطانيا

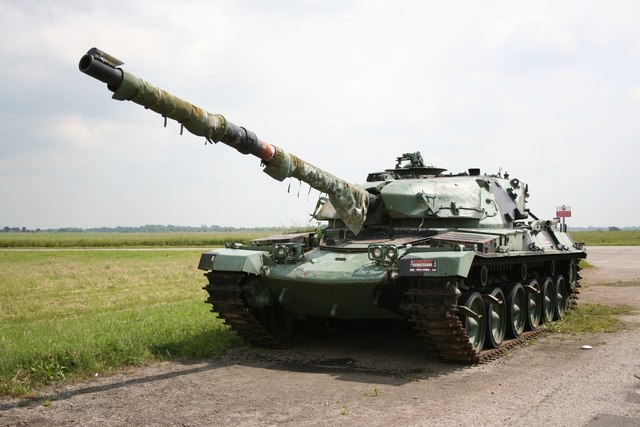
دبابة تشيفتن بريطانية

- مدفع Royal Ordnance L11A5 عيار 120 مم
- المدى:
  - قذائف شديدة الانفجار برأس مسحوق:المدى الأقصى 8,000 متر
  - قذائف خارقة للدروع نابذة للكعب:المدى الأقصى 3,000 متر
- الذخيرة:
  - MK 3
    - العيار 120 مم: 53 قذيفة
    - العيار 7.62 مم: 6 آلاف طلقة
    - العيار 12.7 مم:600 طلقة

  - MK 5
    - العيار 120 مم: 64 قذيفة
    - العيار 7.62 مم: 6 آلاف طلقة
    - العيار 12.7 مم: 300 طلقة
- رشاش متحد المحور بالمدفع الرئيسي: عيار 7,62 مم
- رشاش مضاد للطائرات: عيار 7.62 مم
- رشاش لتقدير المسافة بنظام التقويس: عيار 12,7 مم
- أقصى زاوية ارتفاع للمدفع الرئيسي: + 20 درجة.
- أقصى زاوية انخفاض للمدفع الرئيسي: - 10 درجات.
- أقصى زاوية دوران للمدفع، في الاتجاه الأفقي: 360 درجة
- زاوية التحكم في إدارة البرج بواسطة القائد والرامي: يدوي ـ كهربي

## الفئات

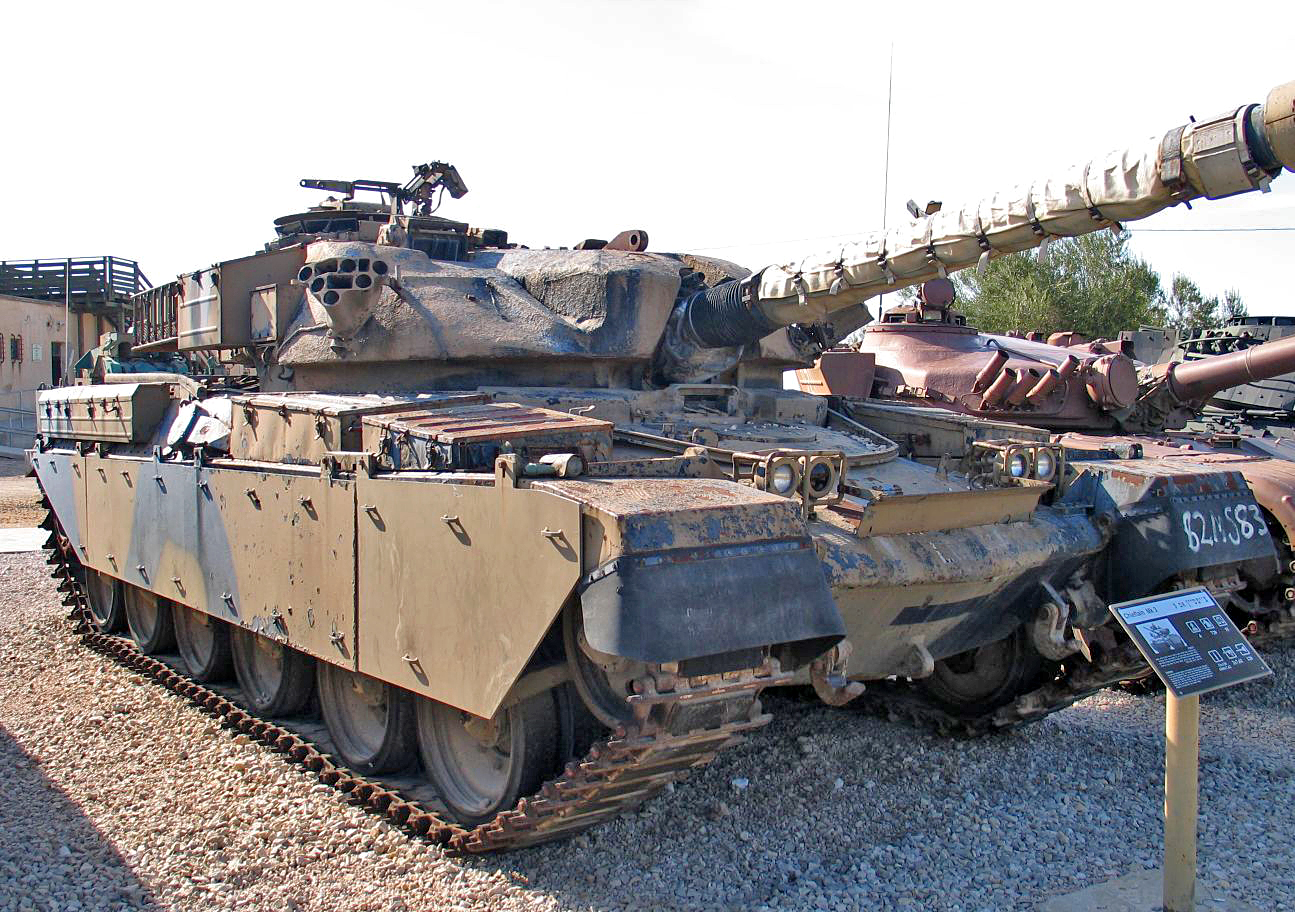
دبابة تشيفتن في متحف ياد لاشيريون بإسرائيل

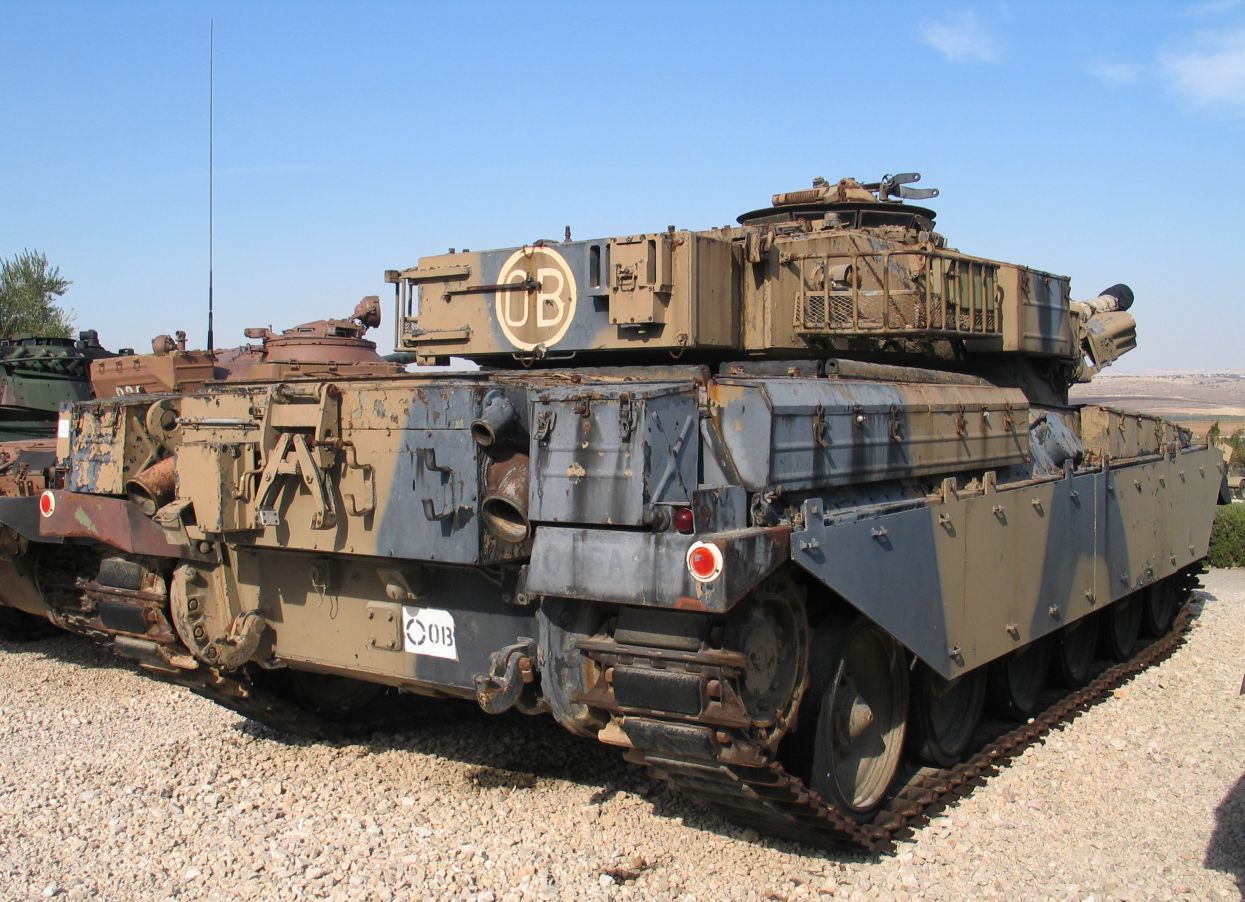
صورة خلفية للتشيفتن

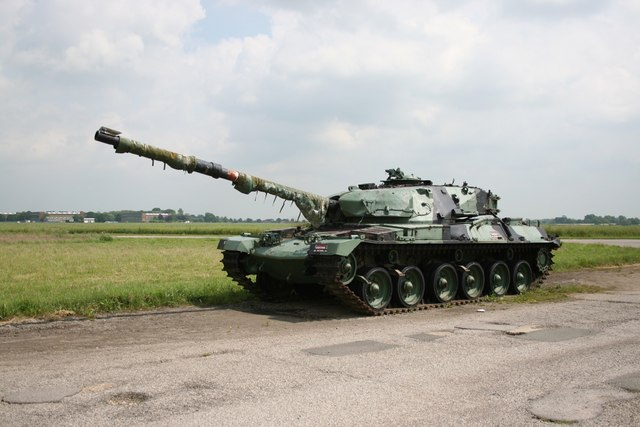
دبابة تشيفتن

تشيفتن Mk 1فئة للتدريب صنع منها 40 مركبة عام 1965/1966.
تشيفتن Mk 2أول فئة تدخل الخدمة عام 1966 مع محرك بقوة 650 حصان وبرج جديد محسن التدريع.
تشيفتن Mk.3تركيب معدات إضافية.
تشيفتين Mk.5فئة محدثة زودت بمحرك جديد نوع لايلند L60 مارك-4 A8، ذو 12 أسطوانة، بقوة 750 حصان، منظومة حماية من أسلحة الدمار الشامل.
تشيفتن Mk.6-9تحسينات إضافية للفئات الأولى من الدبابة.
تشيفتن Mk.10تحديث لفئة مارك 9
تشيفتن Mk.11تحديث لفئة مارك 10، يتضمن استبدال الكشاف بنظام رؤية حرارية وأنظمة رماية للمدفع.
تشيفتن Mk.12/13المزيد من التحديثات المقترحة للدبابة، ألغيت بعد إنتاج الدبابة تشالنجر 2.
FV4205 AVLBدبابة جسرية.
FV4204 ARV/ARRVمركبة إصلاح مدرعة.
كاسحة الألغام تشفتنكاسحة ألغام (تطوير).

## الخدمة

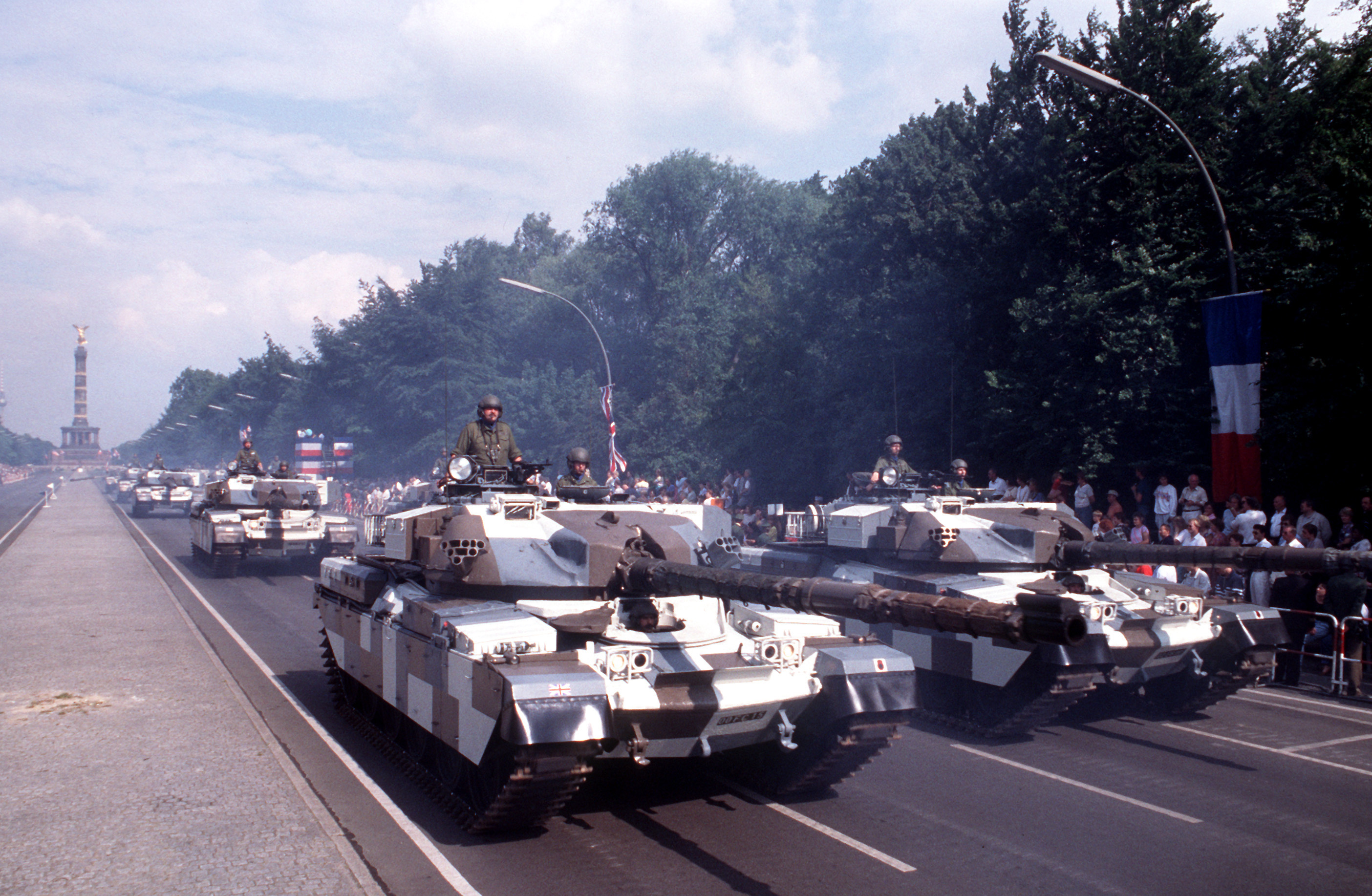
دبابات تشفتين بريطانية

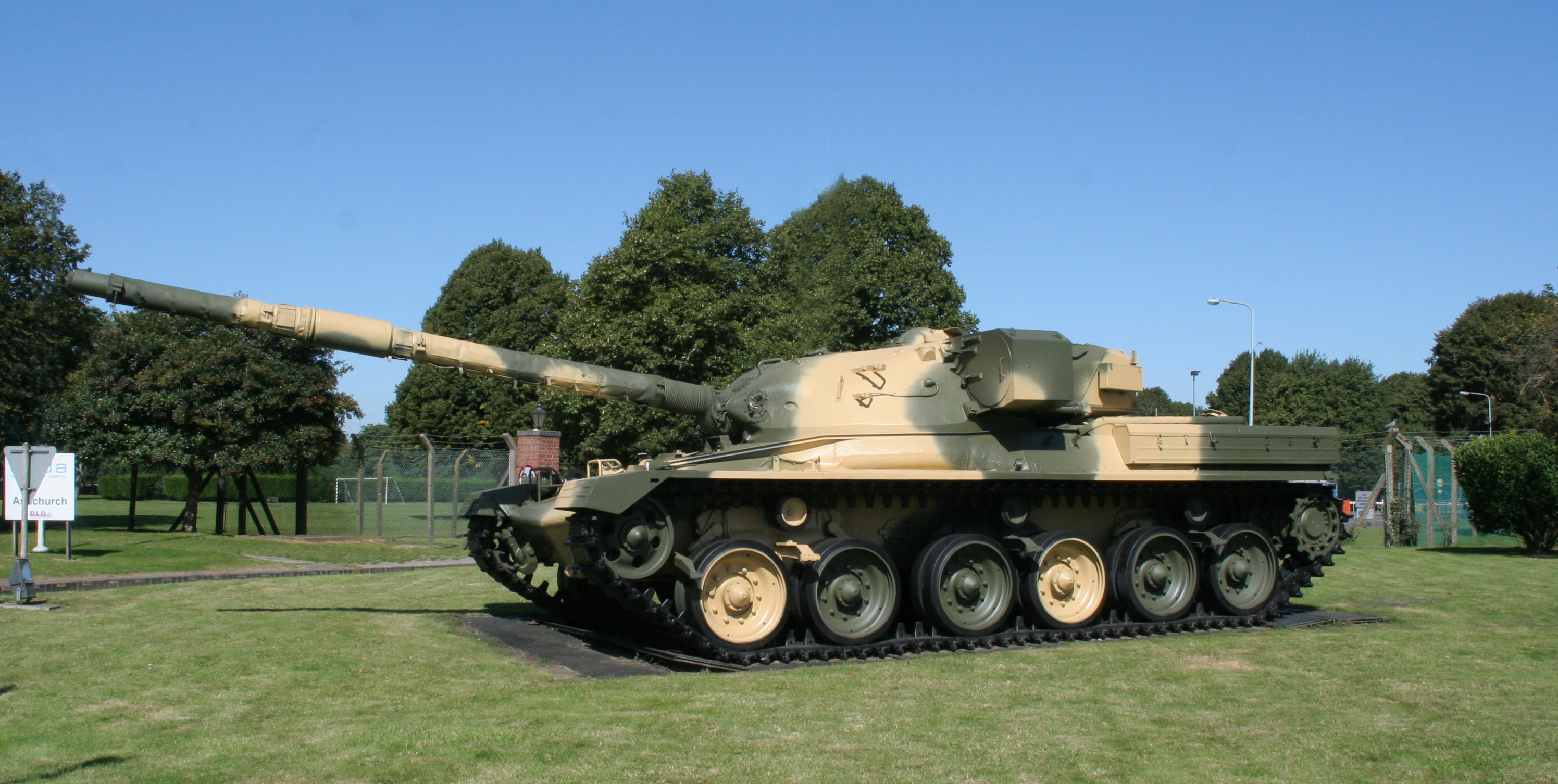
دبابة تشيفتن بريطانية

تم تصنع مايزيد عن 2,000 دبابة تشيفتن، نصف هذا العدد لصالح الجيش البريطاني بينما صدر إلى دول الشرق الأوسط باقي العدد من إيران والكويت والأردن وعمان، القوات العراقية أستولت على دبابات تشيفتن من الجيش الإيراني خلال الحرب مع إيران.
- : تم تصنيع مايقارب الـ 1,000 نسخة للجيش البريطاني[3]
- إيران: تعاقدت إيران عام 1971 على شراء 792 دبابة تشيفتن منها 707 دبابة قتال رئيسية من نوع تشيفتن مارك 3 ومارك 5 و71 مركبة مركبة إصلاح مدرعة نوع تشيفتن و14 دبابة تشيفتن جسرية ،أضاف بعدها طلبية جديدة لدبابات تشيفتن سنة 1975 لـ 187 دبابة.[3]
- الكويت 165 دبابة تشيفتن سلمت في مايو 1976.[3]
- العراق استولت القوات العراقية على العديد من دبابات تشيفتن من الجيش الإيراني منها 50 دبابة وقعت العراق عقد إصلاحها مع بريطانيا في فبراير 1982[6]
- الأردن
  - 278 طلبتهم المملكة الهاشمية في نوفمبر 1980 [7]
  - 90 دبابة تشفتن من غنائم الحرب العراقية الإيرانية قدمت من الجمهورية العراقية في 6 أغسطس 1988 تقديراً لدور المملكة الهاشمية الداعم للعراق خلال الحرب مع إيران.[8]
- عُمان27 دبابة تشيفتن.[3]